# Randia pubiflora
Randia pubiflora är en måreväxtart som beskrevs av Julian Alfred Steyermark. Randia pubiflora ingår i släktet Randia och familjen måreväxter. Inga underarter finns listade i Catalogue of Life.